# Tukleky
Tukleky es un pueblo checo que está situado en el Departamento de Bohemia del Sur, en el Distrito de Písek. Este pueblo depende administrativamente del pueblo de Oslov. Es un pueblo muy viejo. La primera noticia escrita del pueblo es del año 1323, relativa al Castillo de Zvíkov. 
Hoy en día podemos encontrar los edificios y especialmente las haciendas en el estilo barroco en este municipio. 